# ...droga daleka przed nami...
...droga daleka przed nami... – polski film wojenny z 1979 roku.

## Obsada aktorska
- Tomasz Mędrzak – Piotr
- Wojciech Gruca – Wojtek
- Edmund Fetting – ojciec
- Emil Karewicz – Gruber
- Eugeniusz Kujawski – gestapowiec
- Czesław Lasota – Muchomor
- Krzysztof Majchrzak – Pełko
- Józef Nowak – Kozłowski
- Czesław Przybyła – Kroll
- Dorota Stalińska – funkcjonariuszka gestapo
- Elżbieta Borkowska-Szukszta – więźniarka Zofia

## Fabuła
Piotr i Wojtek są braćmi, którzy uczestniczyli w powstaniu warszawskim jako harcerze Szarych Szeregów. Po upadku powstania warszawskiego trafiają do obozu pracy w Niemczech. W końcu uciekają i wyruszają do Warszawy. Po drodze zostają złapani i uwięzieni. Mimo tortur i przesłuchań nie załamują się. Na pewien czas się rozłączają.